# Campionato africano femminile di pallavolo 2001
Il X campionato africano femminile di pallavolo si è svolto nel 2001 a Port Harcourt, in Nigeria. Al torneo hanno partecipato 4 squadre nazionali africane e la vittoria finale è andata per la prima volta alle Seychelles.

## Squadre partecipanti
| - Camerun - Nigeria - Seychelles - Sudafrica |

## Classifica finale
| Classifica | Squadre    |
| ---------- | ---------- |
|            | Seychelles |
|            | Nigeria    |
|            | Camerun    |
| 4          | Sudafrica  |